# Yves Chaland
Yves Chaland (Lyon, 3 april 1957 - nabij Parijs, 18 juli 1990) was een Frans stripauteur, bekend als tekenaar van de stripheld Bob Fish. Belangrijke stripseries van deze auteur zijn Freddy Lombard en De jonge Albert. Daarnaast maakte hij reclametekeningen en was hij een van de grondleggers van de Atoomstijl.

## Levensloop

### Jeugd
Chaland is een zoon van Marie-Thérèse Chapolard en Jean-Marie Chaland. Op jonge leeftijd verhuist hij met het gezin naar Nérac, waar zijn vader -na diens studie in Lyon tot veearts- een praktijk gaat uitoefenen. Nérac is een historische stad, doorsneden door de rivier de Baïse. De stad ligt in het zuiden van Frankrijk, tussen Bordeaux en Toulouse. Hier groeit Chaland op, in de betrekkelijke rust van een provinciale plaats, met zijn oudere zus Agnès en zijn jongere zussen Blandine, Odile en Claire en de jongste van het gezin, zijn broer Paul.
De zomervakanties brengt hij met zijn neven en nichten door bij zijn grootouders in Baradieu. Daar doet hij zijn voorliefde voor het stripverhaal op door de hoeveelheid strips die daar gelezen worden. Zijn tekentalent manifesteert zich op jonge leeftijd en op de middelbare school is het een leraar Engels die dat onderkent. Die leraar, André Bianchi, is tevens een enthousiast pleitbezorger van een andere taal, het Occitaans, dat in verschillende variaties gesproken en geschreven wordt in Zuid-Frankrijk en het noorden van Italië en Spanje.

### Werk in het Occitaans
In januari 1974 resulteert dat in een project waarbij de leerlingen in de klas van André Bianchi gaandeweg gezamenlijk een scenario schrijven dat door Chaland wordt uitgewerkt in een stripverhaal. Het verhaal is getekend in een stijl die een kruising lijkt te zijn van die van de Belgische stripgrootheden Peyo, Tillieux en Franquin. De titel is "A la descobèrta de l'Occitania - Lo Parisenc en Vacanças". Met onregelmatige tussenpozen van één of meer weken verschijnen er tot en met april dat jaar, twee covertekeningen en 20 strippagina's met een verhaal over een jonge stadse Parijzenaar die op vakantie het platteland intrekt en daar zijn hart verliest aan het eenvoudige boerenbestaan en de bevallige blonde dochter van het gezin waar hij die vakantie doorbrengt. Een oplettende lezer herkent in de baas op zijn kantoor in Parijs een figuur uit de wereld van Franquin.
De dialogen zijn in het Occitaans geschreven door André Bianchi en het geheel is gestencild en in twee delen uitgegeven door de Club Occitan deu Liceu de Nérac. Het eerste deel bevat de eerste cover en 12 pagina's, het tweede deel de tweede cover, die later hertekend wederom gebruikt zal worden, en de laatste 8 pagina's. Die blaadjes werden op school en in de omgeving aan de man gebracht ter verspreiding van de kennis van het Occitaans. De naam van Yves Chaland wordt daarbij op de schrijfwijze van het Occitan weergegeven als 'Ives Chaland'. De verhalen worden in 1974 uitgegeven als voorpublicatie in Revue Occitan de Nérac door Michel Bertoumieux, van uitgeverij Vida Nostra, in twee oplages van 500 en 300 exemplaren.
De samenwerking met Bianchi zet zich voort, waarbij Chaland meerdere (her-) publicaties in het Occitaans zal illustreren. Te beginnen met "Parli Occitan", een taallescursus (Suite des exercices en Employ des conjuctions), waarbij wordt samengewerkt met Joan Rigosta. Het is aanvankelijk de bedoeling om drie lesboekjes uit te geven, alle op A5 formaat, geniet en met een kartonnen kaftje. Het derde deel (Corrigés et Commentaires) met de praktijkopgaven was door de vele correcties zodanig vertraagd dat het destijds niet meer werd uitgebracht, hoewel Chaland er al wel de tekeningen voor had gemaakt. Dat deel drie is later, met sommige niet eerder geplaatste illustraties van Chaland, opgenomen in de integrale heruitgave van 1997: "Parli Occitan - Manual d'iniciation (Novèla edicion corregida)".
Echter, niet alle tekening zijn gepubliceerd, De dodenwake bijvoorbeeld is in geen enkele uitgave verschenen.
Er worden in de loop van de tijd drie edities van "Parli Occitan" uitgebracht door Escola Occitana d'Estiu: edicion Lengadociana (deel 1 in december 1974 en deel 2 in september 1976), edicion Auverguat (deel 1 in september 1976) en de edicion Gascona (februari 1977). Er volgen in de daarop volgende jaren, zeker tot 1982, onregelmatig herdrukken van 200, 300 of 500 exemplaren van deze boekwerkjes. Sommige illustraties waren al eerder verschenen in "Lo Parisenc en Vacanças" en simpelweg hergebruikt.
Een jaar later, in 1975, zal Yves Chaland een groot aantal pagina's van "Lo Parisenc en Vacanças" hertekenen op groter formaat dat met de tweede cover in zijn geheel als stripverhaal zal worden uitgegeven in offset met de cover in kleurendruk, zo is de belofte van Michel Bertoumieux. Het wordt echter wederom in zwart-wit uitgegeven met een eenvoudige papieren kaft, dit keer door Éditions Revolum in een oplage van ± 300 exemplaren.
Wederom in samenwerking met Yves Chaland publiceert André Bianchi grafisch getinte illustraties in heruitgaven van de schrijver Anthony Tozy (1852-1911), fabuliste Néracais de talent, d'expression Occitane, een getalenteerde -maar thans in vergetelheid geraakte- schrijver uit Nérac die in het Occitaans publiceerde.
De oorspronkelijke uitgaven waren ook geïllustreerd en André Bianchi vroeg Yves Chaland deze te hertekenen, hetgeen hij met verve deed. In 1977 werd "Fablas Pusadas à la Hont" (Fablos Potsados a la Houn) door Obre Occitana, Le Circle Occitan du Lycée de Nérac uitgebracht in twee delen op A5 formaat met kartonnen omslag en in offset gedrukt door Claude Mombet. Deze heruitgave werd al snel in 1978 gevolgd door "Dens las Segas" (Dens las Segos), met de ondertitel "Contes gascons pour grands enfants" van dezelfde schrijver Anthony Tozy.

### Bekendheid bij een breder publiek
Chaland studeert aan de kunstacademie in Saint-Étienne met Luc Cornillon en Belon en creëert zijn fanzine, L'Unité de Valeur in 1976, een examenwerkstuk. In 1978 solliciteren Chaland en Cornillon succesvol bij Jean-Pierre Dionnet medeoprichter van het blad Métal Hurlant. Daarnaast verschijnt er werk van Chaland in Ah Nana (nummer 9 bevat het beroemde verhaal "Une Affaire de Coeur"). In 1979 publiceert hij het album "Captivant". Daarna volgen Bob Fish (1981), Adolphus Claar (1983) en Freddy Lombard, wiens avonturen onder andere zijn gepubliceerd in Eppo.

### Robbedoes en Kwabbernoot
In 1982 krijgt Le Jeune Albert, een personage uit Bob Fish, zijn eigen album. 
In datzelfde jaar wordt Yves Chaland benaderd voor een lang gekoesterde wens: de overname van Robbedoes en Kwabbernoot. In Spirou nummer 2297 tot en met 2318 verschijnen diverse afleveringen waarin Chaland teruggrijpt naar de oorspronkelijke stijl van Jijé. Het verhaal heeft de titel "Spirou à la recherche de Bocongo". De serie wordt niet afgemaakt, de redactie van Spirou besluit dat Tome en Janry voortaan de enige auteurs van Robbedoes en Kwabbernoot zijn.
Het verhaal verschijnt in 1984 in een inofficieel album en later, legaal, onder de naam Cœurs d'acier (Champaka, 1990). Deze laatste uitgave bevat de originele strips en verder een tekst van Yannick Le Pennetier, met illustraties van Chaland, waarin het einde van het verhaal duidelijk wordt.

### Auto-ongeluk
In 1990 overleed Chaland als gevolg van een auto-ongeluk nabij Parijs.

## Gedeeltelijke bibliografie
- Bob Fish
- Freddy Lombard

1. Het Testament van Godfried van Bouillon
2. Het olifantenkerkhof
3. De komeet van Carthago
4. Vakantie in Boedapest
5. F-52 (niet verschenen in het Nederlands)

- De Jonge Albert

1. De Jonge Albert
2. De verschrikkingen van de oorlog

- Robbedoes en Kwabbernoot

1. IJzeren harten